# Zygmunt Brachmański
Zygmunt Adam Brachmański (ur. 16 czerwca 1936 w Rydułtowach, zm. 27 listopada 2024 w Katowicach) – polski rzeźbiarz i medalier.

## Życiorys
Zygmunt Brachmański urodził się w Rydułtowach 16 czerwca 1936 roku. Uczęszczał do I Liceum Ogólnokształcącego w Rybniku.
W 1959 ukończył studia na wydziale rzeźby w krakowskiej Akademii Sztuk Pięknych w pracowni profesora Jerzego Bandury. Po ukończeniu studiów zamieszkał w katowickiej Ligocie.
Początki twórczości Zygmunta Brachmańskiego związane są z rzeźbą w drewnie. Później coraz częściej zaczął stosować kamień i gips, a także brąz i żywice poliestrowe. Brachmański był twórcą wielu pomników, rzeźb, w tym również rzeźb sakralnych. Był również autorem ponad 50 wystrojów wnętrz sakralnych (m.in. droga krzyżowa i relief kard. Augusta Hlonda w katowickiej archikatedrze; ołtarz, ambona oraz sedilia w bazylice piekarskiej).
W latach 70. XX wieku zajął się tworzeniem medali i statuetek. Jego medalierskie prace związane są z wieloma ważnymi artystycznymi i kulturalnymi wydarzeniami w Polsce. Decyzją Rady Miasta Katowice 11 września 2024 roku został wybrany Honorowym Obywatelem Miasta.
Artysta zmarł w Katowicach 27 listopada 2024 roku. Mszy pogrzebowej 5 grudnia 2024 roku, odprawionej w archikatedrze w Katowicach, przewodniczył abp Wiktor Skworc. Urna z prochami spoczęła na Cmentarzu Komunalnym przy ul. Panewnickiej.
Zygmunt Brachmański był żonaty. Miał dwie córki. Był katolikiem.

## Dzieła
Zygmunt Brachmański był autorem ponad 2 tysięcy rzeźb i pomników oraz kilkuset medali.

### Pomniki i rzeźby
- pomnik Wojciecha Korfantego w Katowicach[6],
- pomnik Harcerzy Września 1939 w Katowicach[6], odsłonięty w 1983 roku
- obelisk Orłów Śląskich w Katowicach[6],
- pomnik Ofiar Szybu Reden w Radlinie[6],
- popiersie Krystyny Bochenek w Centrum Kultury Katowice,
- pomnik papieża Jana Pawła II w Rybniku,
- rzeźby plenerowe w Parku Śląskim.

### Ołtarze i wystroje ołtarzowe
- ołtarz ustawiony na lotnisku Katowice-Muchowiec podczas pielgrzymki papieża Jana Pawła II w 1983 roku[6],
- wnętrze kościoła Najświętszego Serca Pana Jezusa i św. Jana Bosko w Katowicach-Piotrowicach (przy współudziale inż. Karola Gierlotki oraz inż. Michała Kuczmińskiego), w tym rzeźba Jezusa Chrystusa na ścianie za ołtarzem[11].

### Medale i statuetki
- statuetka Nagrody Śląskiego Środowiska Bibliotekarskiego im. Józefa Lompy[12]
- statuetka Śląskiego Wawrzynu Literackiego,
- Laur Konrada – Ogólnopolskiego Festiwalu Sztuki Reżyserskiej „Interpretacje”[6],
- statuetka Ambasador Jazzu – Śląskiego Festiwalu Jazzowego,

## Nagrody
W roku 1994 otrzymał Nagrodę im. Karola Miarki, a w roku 2002 Nagrodę im. Wojciecha Korfantego nadaną przez Związek Górnośląski. 14 grudnia 2007 z rąk ministra kultury i dziedzictwa narodowego Bogdana Zdrojewskiego odebrał Brązowy Medal „Zasłużony Kulturze Gloria Artis”. W 2014 roku uhonorowany Śląską Nagrodą im. Juliusza Ligonia. W 2023 otrzymał watykańskie odznaczenie Pro Ecclesia et Pontifice. W 2024 został laureatem nagrody Lux ex Silesia (Światło ze Śląska). W grudniu 2024 został pośmiertnie odznaczony Krzyżem Kawalerskim Orderu Odrodzenia Polski.

## Galeria

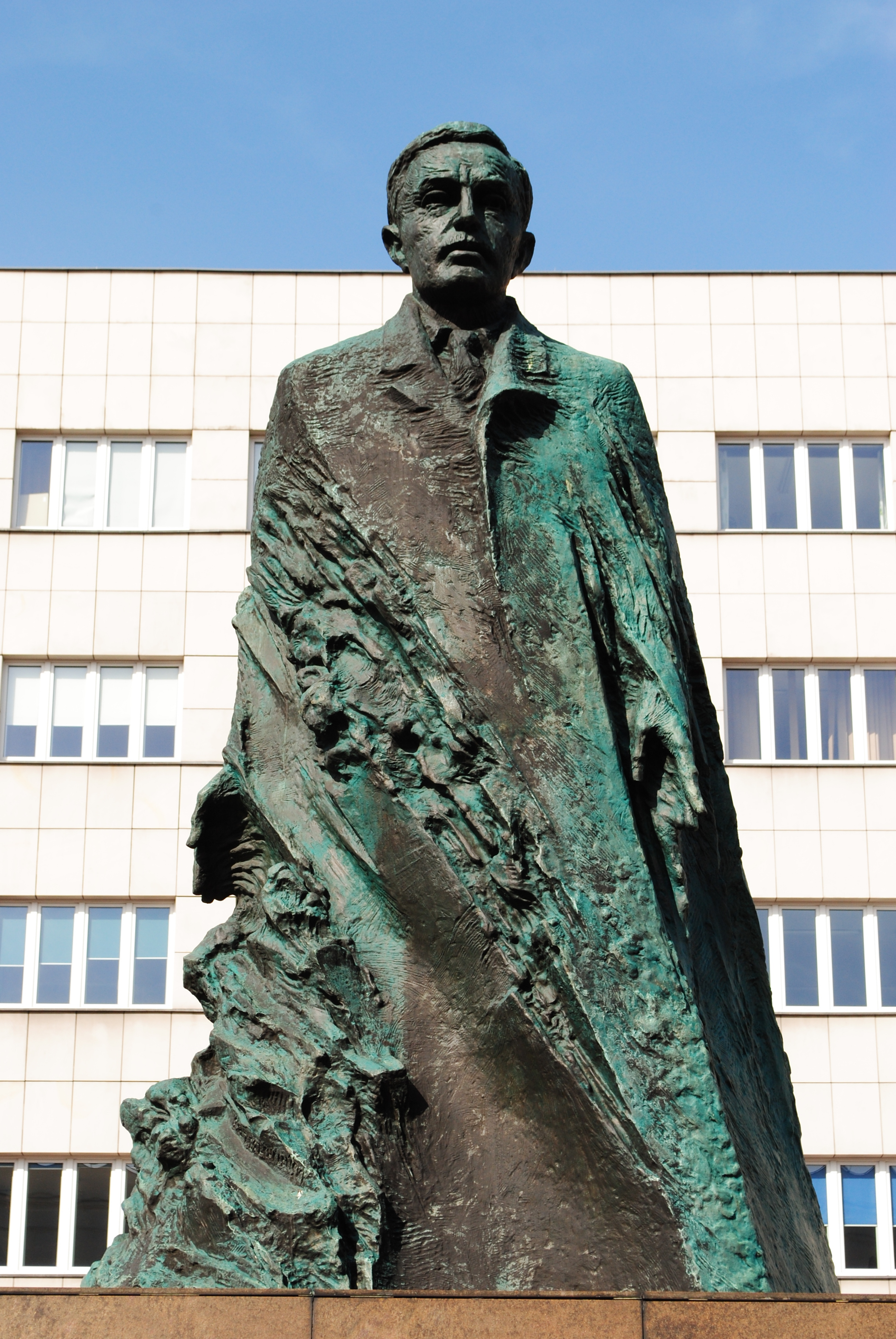
Pomnik Wojciecha Korfantego w Katowicach
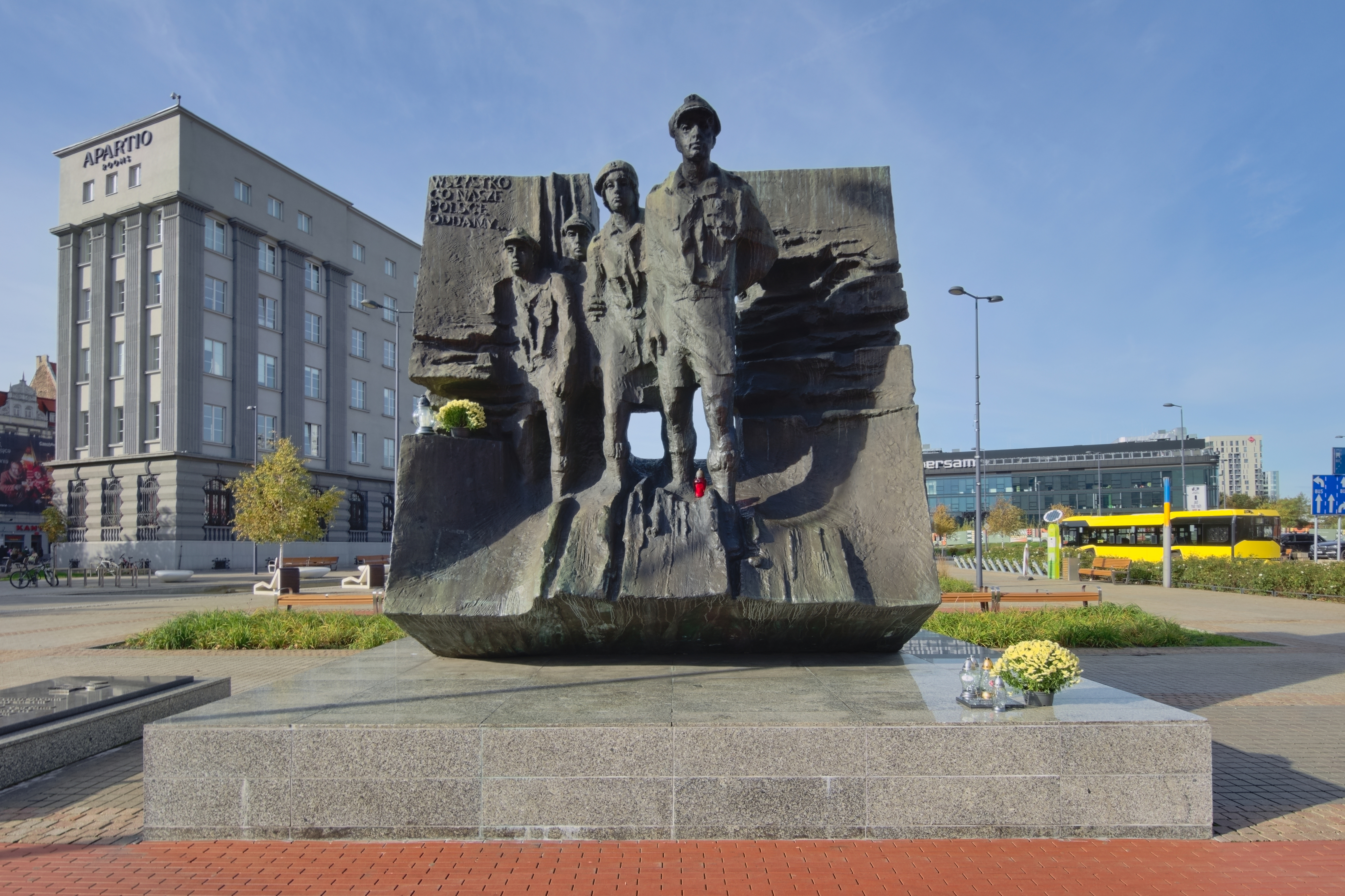
Pomnik Harcerzy Września w Katowicach
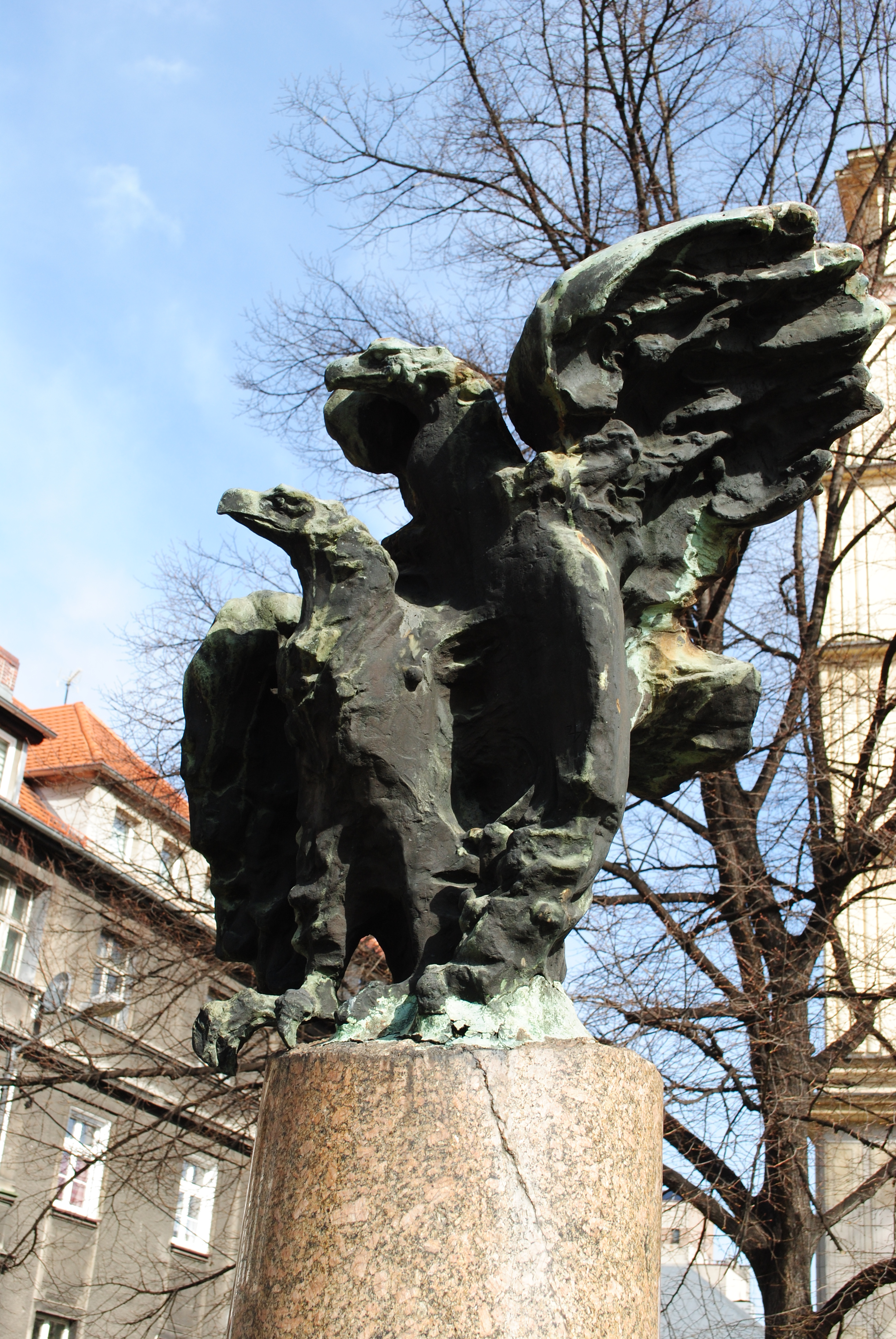
Rzeźba wieńcząca Obelisk Orłów Śląskich w Katowicach
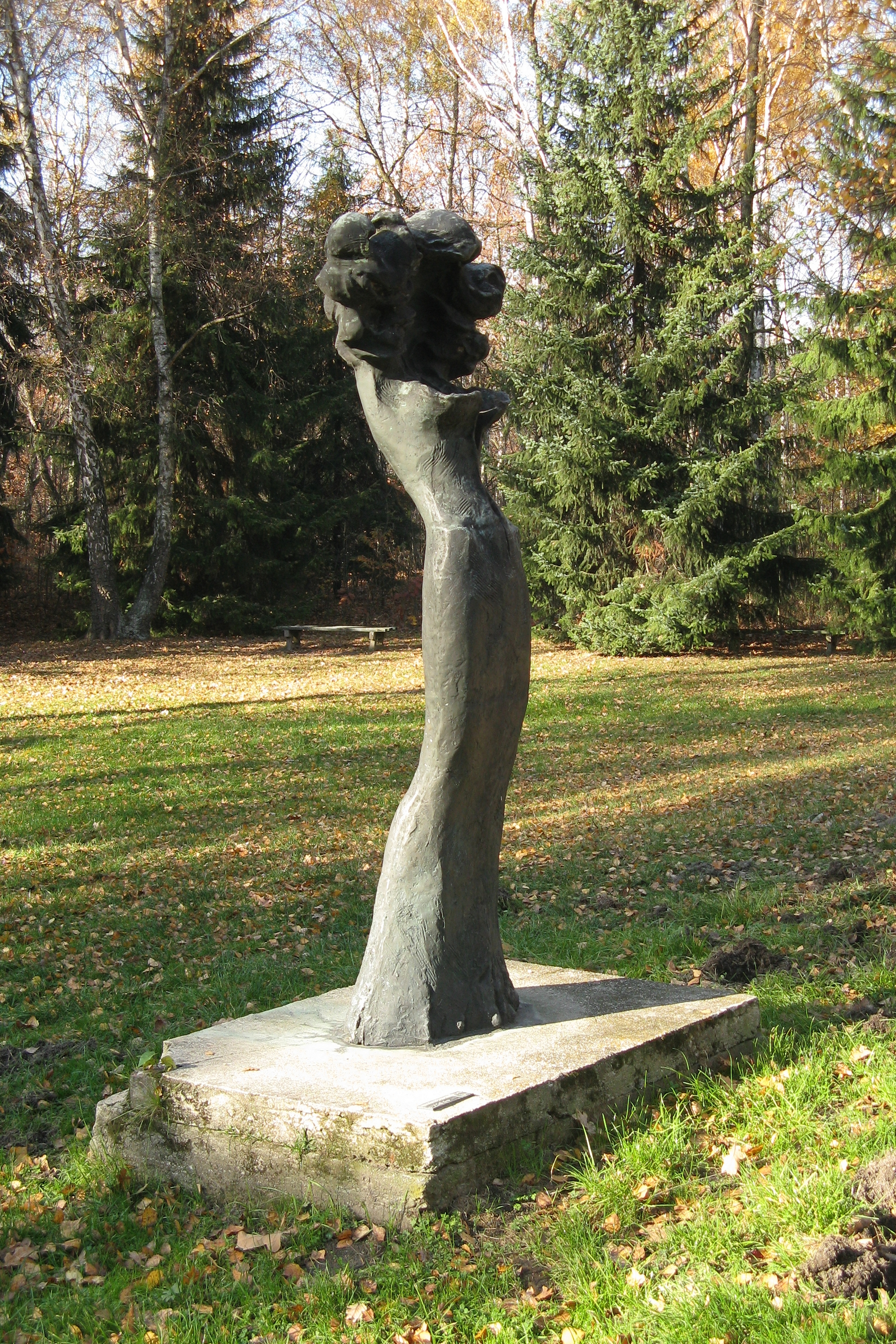
Rzeźba Lato w Chorzowie
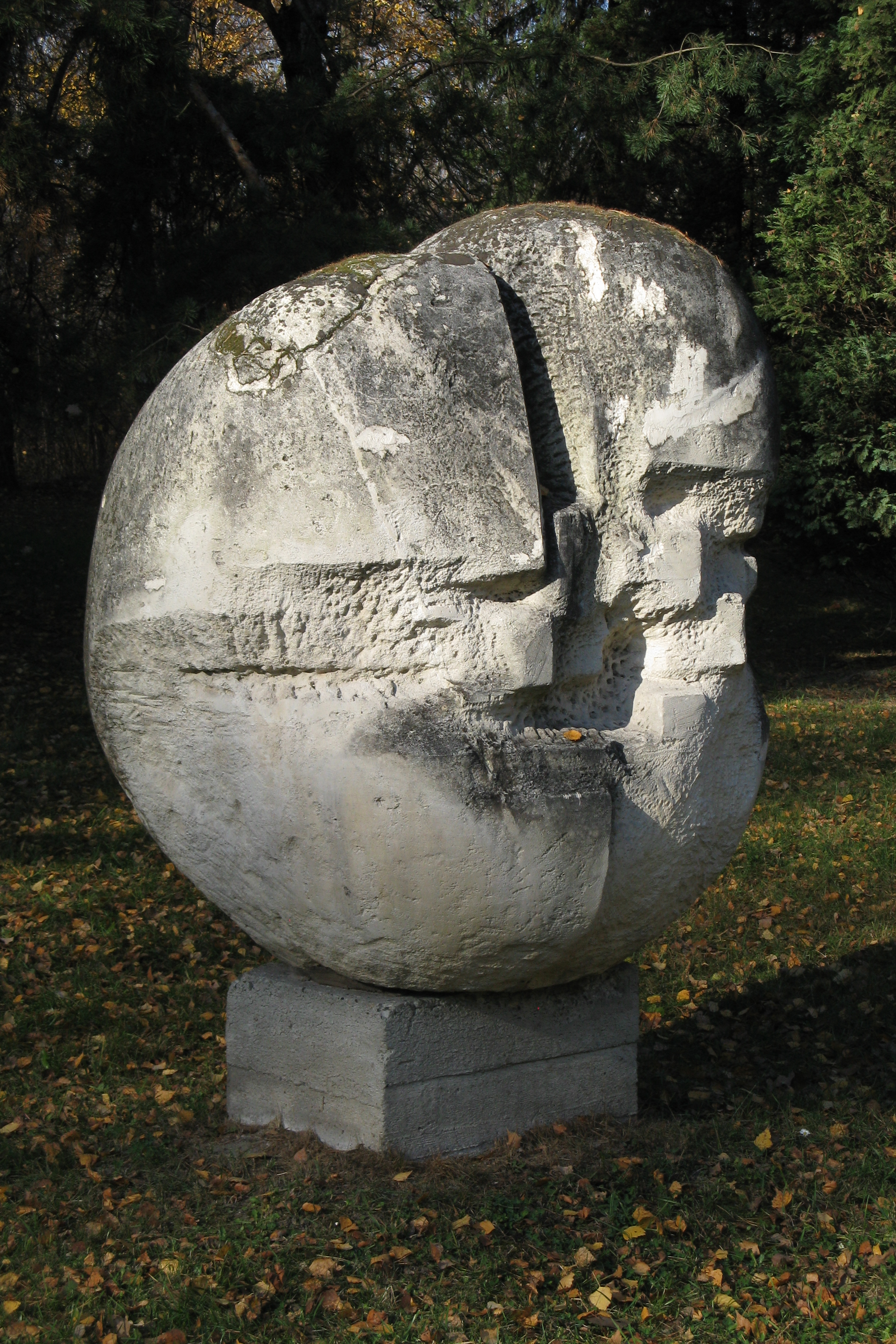
Rzeźba Kompozycja w Chorzowie